# Nikołaj Kuzniecow (szermierz)
Nikołaj Kuzniecow (ros. Николай Кузнецов, ur. w 1882) – szablista reprezentujący Rosję, uczestnik igrzysk w Sztokholmie w 1912 roku, gdzie wystartował w indywidualnym i drużynowym turnieju szablistów.